# ブリアス島

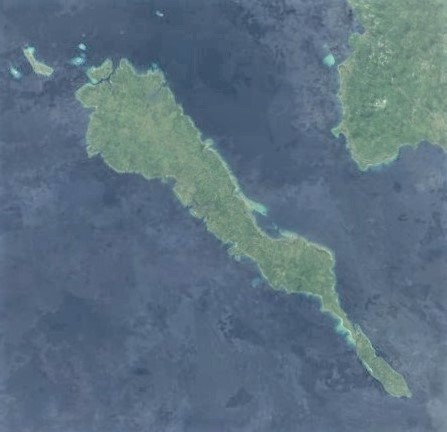
ブリアス島

ブリアス島（ブリアスとう、Burias Island）は、フィリピン中部ビコル地方（Bicol Region, Region V）のマスバテ州にある主な3つの島の1つである。シブヤン海の東に浮かびブリアス海峡を挟んで対岸がルソン島の一部であるビコル半島と対峙している。北西には同じくルソン島の一部であるボンドク半島と対峙する。島内には都市はなく、サンパスクアル（San Pascual）という地方自治体がある。
座標: 北緯12度53分 東経123度12分 / 北緯12.883度 東経123.200度